# S.Coups
Dans ce nom coréen, le nom de famille, Choi, précède le nom personnel.
Choi Seung-cheol (en hangeul : 최승철) plus connu sous son nom de scène S.Coups (en hangeul : 에스쿱스) est un rappeur, chanteur et danseur sud-coréen né le 8 août 1995. Il est le membre et leader du groupe Seventeen, formé par Pledis Entertainment en 2015.

## Biographie
Seung-cheol est né le 8 août 1995 dans le district de Dalseo-gu (en) dans la ville de Daegu en Corée du Sud. Il a un frère aîné.
Depuis son enfance, il s'intéresse aux arts et rêve notamment de devenir acteur. Pour poursuivre sa passion, il déménage à Séoul et entre à la School Of Performing Arts Seoul (SOPA) en majeure comédie et dont il ressort diplômé en février 2014. C'est lors de son entrée dans l'école qu'il se fait remarquer par Pledis Entertainment. Il est recruté par l'agence après des auditions et devient alors trainee. Il le restera pendant six ans avant de débuter en 2015 dans le groupe Seventeen.

## Carrière

### Pré-début
Pendant ses années d'entrainement, Seungcheol est apparu dans plusieurs clips dont "Face" du groupe NU'EST avec lequel il devait originellement débuter et a également rappé dans la chanson "Superwoman" de Orange Caramel,. Il a fait partie pendant un certain temps d'un boys-band nommé Tempest.
De 2013 à 2014 il a fait partie des trainees participant à "Seventeen TV", une émission diffusée en ligne sur Ustream qui présente les futurs membres du nouveau groupe Seventeen.
Il débute le 26 mai 2015.

### Seventeen
Seungcheol est le leader de Seventeen. Bien qu'il ait d'abord été recruté par son agence pour ses talents en chant, il fait partie de l'unité hip-hop du groupe, dont il est le rappeur principal. Ses influences sont notamment les rappeurs coréens G-Dragon et Zico ou encore le célèbre Tupac Shakur. 
Étant le membre le plus âgé et à cause de son caractère parfois assez strict, il est considéré comme le père du groupe, d'où son surnom 17's Father.Il a participé à l'écriture de nombreuses chansons de leurs albums dont par exemple "Campfire" ou encore "Crazy in Love".
Son nom de scène, S.Coups, vient de la contraction entre "S" la première lettre de son prénom et "Coups" qui veut dire "grand succès" ou "coup d'état",.

## Discographie
| Année | Titre        | Collaboration            |
| ----- | ------------ | ------------------------ |
| 2012  | "Superwoman" | Raina des Orange Caramel |

## Filmographie
| Année | Clip                          |
| ----- | ----------------------------- |
| 2011  | "Wonder Boy" de After School  |
| 2011  | "Love Letter" de Happy Pledis |
| 2012  | "Face" de NU'EST              |